# الاستفتاء الدستوري الفنزويلي ديسمبر 1999

أجري استفتاء على الدستور في فنزويلا في 15 ديسمبر 1999. وسئل الناخبون عما إذا كانوا يوافقون على الدستور الجديد الذي وضعته الجمعية الدستورية في وقت سابق من السنة. والسؤال هو:
وقد وافق على ذلك 71.8 في المائة من الناخبين، على الرغم من أن نسبة المشاركة بلغت 44.4 في المائة فقط.

## النتائج
| الاختيار                | الأصوات   | %    |
| ----------------------- | --------- | ---- |
| مع                      | 3,301,475 | 71.8 |
| ضد                      | 1,298,105 | 28.2 |
| الأصوات الباطلة/الفارغة | 220,206   | –    |
| المجموع                 | 4,819,786 | 100  |
| مصدر: Nohlen            |           |      |

## الجدل
أعرب البعض في فنزويلا عن اعتقاده بأن الدستور الجديد يجعل الحكومة الوطنية مركزية بدرجة كبيرة، ويمنحها الكثير من السلطة في الوقت الذي يُقدم فيه أيضا الكثير من الوعود. وذكر إنريكي كابريلس، آنذاك نائب رئيس الكونغرس ورئيس مجلس النواب، "إنه دستور مركزي ورئاسي بدون سلطة توزع إلى الولايات والمدن. "هذا دستور فاسد سيترك فنزويلا متخلفة وفقيرة." وسخر آخرون من كل الروتين الذي يمنحه الدستور، وهو ما من شأنه أن يخيف الاستثمار الأجنبي مع الاعتراف بالاعتماد المفرط على المنتجات المستوردة.
وقبل إجراء الانتخابات بأسابيع، احتج عشرات الآلاف على التغييرات الدستورية والذي حدث في 24 نوفمبر 1999، ذاكرين أنها ستمنح الرئيس، هوغو شافيز، الكثير من السلطة. ورد شافيز على معارضته بإعلانه: «يجب على أولئك الذين يقفون إلى جانب» لا «الاستعداد لأن الهجوم سيكون قاسياً... سأرتدي حذائي واستل سيفي».